# Conrado I del Palatinado
Conrado de Hohenstaufen (h. 1135 - 8 de noviembre de 1195) fue el primer conde palatino del Rin hereditario.
Sus padres fueron Federico II de Suabia (1090-1147), duque de Suabia, y su segunda esposa Inés de Saarbrücken, hija de Federico, conde de Saarbrücken. El joven Conrado, el único medio-hermano de Federico Barbarroja, recibió las posesiones de la familia alrededor de Franconia y Renania, particularmente aquellas de los antepasados de su madre.
En 1156 con motivo del Reichstag en Worms, el emperador Federico Barbarroja confirió a su medio hermano la dignidad de Pfalzgraf (Conde palatino, del Rin), así como el Vogtei de la abadía de Schönau y del capítulo de la catedral de Worms, aparte de los estados de la familia Staufen en las regiones de Espira y Worms. Desde alrededor de 1160 Conrado estuvo casado con Irmengarda de Henneberg (m. 1197) como su segunda esposa, hija del conde Bertoldo I de Henneberg, Burggraf de Wurzburgo. Esto le llevó a la posesión del Vogtei de la abadía de Lorsch. Su propósito de extender su zona de influencia lo llevó a entrar en conflicto con los obispos de Tréveris y Colonia.
Conrado y sus dos esposas fueron enterrados en la abadía de Schönau cerca de Heidelberg. Sus dos hijos no sobrevivieron para continuar la familia. Su herencia pasó a su hija Inés y su esposo Enrique V, de la casa de Brunswick. (Su heredera pasaría, a su vez, la herencia a la dinastía Wittelsbach que desde entonces pasaron a ser los bien conocidos señores del Palatinado y electores palatinos).

## Descendencia
Conrado se casó primero con una hija, cuyo nombre se desconoce, del conde Godofredo I de Sponheim, quien probablemente murió en 1159 o 1160 y fue enterrada en la abadía de Schönau. De ella tuvo un hijo, Godofredo de Staufen (m. probablemente en 1187 o 1188).
Se casó en segundas nupcias con Irmengarda de Henneberg, de quien tuvo tres hijos:
- Federico (m. 3 de septiembre antes de 1189)
- Conrado (m. probablemente en 1186), enterrado en la abadía de Schönau
- Inés (m. 9 de mayo de 1204), enterrada en Santa María de Stade; se casó a finales del año 1193 en Burg Stahleck con Enrique V, duque de Brunswick (m. 28 de abril de 1227), conde palatino del Rin desde 1195 hasta 1212.